# 选青别墅
选青别墅，位于中国江西省抚州市南丰县琴城镇古城府官巷8号，为当地望族张氏的家族私塾，属于当地望族张氏。

## 建筑
选青别墅与 “大夫第”、“太守第”、“二铭轩”、“分转第”均坐落在府官巷内，均属于当地望族张氏所有。清道光年间进士张希京在广东韶州府知府任上，在家乡修建。“选青”的典故源自汉张衡的《二京赋》，意为“以青钱选文章”。选青别墅小巧玲珑，坐北朝南，一进天井、一进厅堂，环境幽雅，内有小型池塘，上有拱桥和小亭。

## 保护
2018年3月9日，选青别墅等琴城古建筑公布为第六批江西省文物保护单位，编号6-3-061。